# The Offspring Collection

The Offspring Collection est un coffret contenant quatre CD singles du groupe de punk rock californien The Offspring. L'ensemble contient les singles CD Come Out and Play, Self Esteem, Gotta Get Away, et Pretty Fly (For A White Guy). En outre, le coffret comprend également 2 pin's, une vignette d'Offspring, un tatouage temporaire marqué "31", ainsi qu'un T-shirt taille XL avec marqué "Pretty Fly" sur le devant avec un petit personnage de dessin animé et "Offspring 31" sur le dos.

## Liste des titres
Les treize pistes de ce coffret, séparées en quatre CDs, sont :

### Single deCome Out and Play
Toute la musique est composée par The Offspring.
| No | Titre                                  | Origine                   | Durée |
| -- | -------------------------------------- | ------------------------- | ----- |
| 1. | Come Out and Play (Keep 'Em Separated) | Smash, 1994               | 3:17  |
| 2. | Session                                | Ixnay on the Hombre, 1997 | 2:33  |
| 3. | Come Out and Play (Acoustique)         | Indédit                   | 1:31  |

### Single deSelf Esteem
Toute la musique est composée par The Offspring.
| No | Titre                 | Origine             | Durée |
| -- | --------------------- | ------------------- | ----- |
| 1. | Self Esteem           | Smash, 1994         | 4:17  |
| 2. | Burn It Up            | Ignition, 1993      | 2:43  |
| 3. | Jennifer Lost The War | The Offspring, 1989 | 2:35  |

### Single deGotta Get Away
Toute la musique est composée par The Offspring.
| No | Titre             | Origine        | Durée |
| -- | ----------------- | -------------- | ----- |
| 1. | Gotta Get Away    | Smash, 1994    | 3:56  |
| 2. | We Are One        | Ignition, 1993 | 4:00  |
| 3. | Forever and a Day | Ignition, 1993 | 2:37  |

### SinglePretty Fly (For A White Guy)
Toute la musique est composée par The Offspring.
| No | Titre                                                        | Origine                   | Durée |
| -- | ------------------------------------------------------------ | ------------------------- | ----- |
| 1. | Pretty Fly (For A White Guy)                                 | Americana, 1994           | 3:08  |
| 2. | Pretty Fly (For A White Guy) (The Geek Mix)                  | Americana, 1993           | 3:07  |
| 3. | Pretty Fly (For A White Guy) (The Baka Boys Low Rider Remix) | Americana, 1993           | 3:03  |
| 4. | All I Want (Live)                                            | Ixnay on the Hombre, 1997 | 2:02  |